# بعثة الأمم المتحدة للمراقبة في اليمن

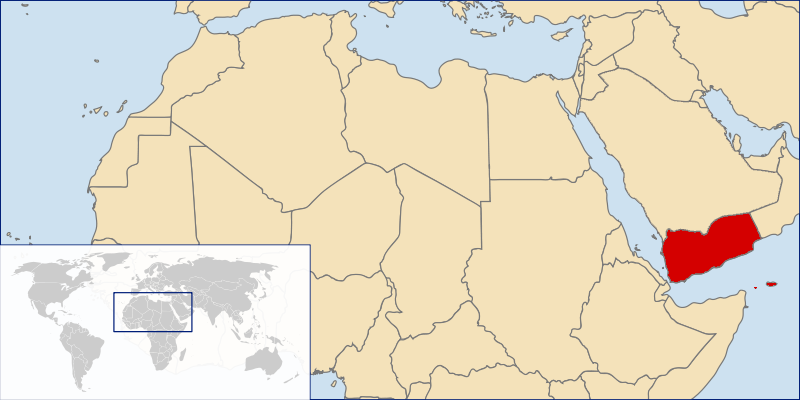

بعثة الأمم المتحدة للمراقبة في اليمن في عام 1963.
بعد قيام ثورة 26 سبتمبر اليمنية دخلت اليمن في حالة من الحرب الأهلية في عام 1962، و لضمان أن هذا الصراع لن يتصاعد إلى حادث دولي، أعدت الأمم المتحدة بعثة للمراقبة. 
في 1963، شاركت المملكة العربية السعودية ومصر في الحرب الأهلية. وكانت مهمة البعثة مراقبة المملكة العربية السعودية ومصر من أجل التأكد من عدم إمالة الصراع بطريقة أو بأخرى وتجنب التسبب في نزاع يحتمل أن يضرب الشرق الأوسط.
انتهت الحرب الأهلية في عام 1964 واستمرت البعثة بالمراقبة ومحاولة السيطرة على الوضع في اليمن والإشراف على فض الاشتباك بين المملكة العربية السعودية ومصر.

## قادة البعثة
1. اللواء كارل فون هورن (السويد) - يوليو - أغسطس 1963
2. العقيد برانكو بافلوفيتش (يوغوسلافيا) (بالوكالة) - أغسطس - سبتمبر 1963
3. الفريق ب.إس. جياني (الهند) - سبتمبر - نوفمبر 1963

## رؤساء أركان البعثة
1. العقيد برانكو بافلوفيتش (يوغوسلافيا) - نوفمبر 1963
2. العقيد إس.سي. صبهروال (الهند) - تشرين الثاني (نوفمبر) 1963 - أيلول (سبتمبر) 1964

## وصلات خارجية
- بعثة الأمم المتحدة للمراقبة في اليمن